# 韦灵 (德国)
韦灵是德国莱茵兰-普法尔茨州的一个市镇。总面积6.81平方公里，总人口893人，其中男性433人，女性460人（2011年12月31日），人口密度131人/平方公里。